# Galimzjan Choesainov
Galimzjan Choesainov (Russisch: Галимзян Салихович Хусаинов, Tataars: Галимҗан Салих улы Хөсәенев) (Novoje Isjlajkino, 27 juni 1937 – Moskou, 5 februari 2010) was een Russisch voetballer van Tataarse afkomst.
Choesainov speelde van 1957 tot 1960 bij Krylja Sovetov Samara en van 1961 tot 1973 bij Spartak Moskou. In de periode 1960 tot 1966 speelde hij ook 33 maal mee in de voetbalploeg van de Sovjet-Unie en nam als zodanig deel aan het wereldkampioenschap voetbal 1962 en 1966 en aan het Europees kampioenschap voetbal 1964, waar Rusland ondanks zijn doelpunt de finale verloor.

## Bron
- Dit artikel of een eerdere versie ervan is een (gedeeltelijke) vertaling van het artikel Galimzyan Khusainov op de Engelstalige Wikipedia, dat onder de licentie Creative Commons Naamsvermelding/Gelijk delen valt. Zie de bewerkingsgeschiedenis aldaar.